# Erik Chisholm
Erik Chisholm (ur. 4 stycznia 1904 w Glasgow, zm. 7 czerwca 1965 w Rondebosch koło Kapsztadu) – brytyjski kompozytor, dyrygent i krytyk muzyczny pochodzenia szkockiego.

## Życiorys
Początkowo kształcił się w Scottish Academy of Music w Glasgow, następnie przeniósł się na Uniwersytet Edynburski, gdzie uczył się kompozycji u Donalda Toveya i w 1934 roku uzyskał tytuł doktora. Od lat 20. prowadził ożywioną działalność jako dyrygent i organizator życia muzycznego. Propagował muzykę współczesną. W 1929 roku założył w Glasgow Active Society for the Propagation of Contemporary Music, z którym wykonał liczne angielskie prawykonania utworów m.in. Bartóka i Hindemitha. Dyrygował Glasgow Grand Opera Society (1930–1939) oraz Anglo-Polish Ballet Company (1940–1943). Doprowadził do premiery na scenach angielskich licznych oper, m.in. Idomeneusz, król Krety W.A Mozarta czy Trojanie oraz Beatrycze i Benedykt Berlioza. W latach 1930–1934 pisywał jako krytyk muzyczny do Glasgow Weekly Herald i Scottish Daily Express. W 1935 roku założył Professional Organist’s Association, a rok później Scottish Ballet Society.
W połowie lat 40. odbył podróż na Daleki Wschód, w trakcie której zorganizował Singapore Symphony Orchestra i dał liczne koncerty na Malajach. W 1946 roku osiadł w Kapsztadzie, gdzie objął posadę profesora muzyki w South African College of Music. W 1948 roku powołał do życia południowoafrykańską sekcję Międzynarodowego Towarzystwa Muzyki Współczesnej. Przyczynił się do rozwoju życia muzycznego w Południowej Afryce. Utworzył m.in. Universal Opera Company (1951) i Universal Music School (1954).

## Twórczość
Posługiwał się oryginalnym językiem muzycznym, cechującym się złożoną harmoniką, kontrapunktyką i rytmiką. Wykorzystywał techniki dodekafoniczne, sięgając także po elementy ludowej muzyki celtyckiej, a później również orientalnej. Skomponował 10 oper (m.in. The Isle of Youth 1941, Dark Sonnet 1952, The Canterbury Tales 1961–1962, The Importance of Being Earnest 1963), dwie symfonie, dwa koncerty fortepianowe, koncert skrzypcowy, ponadto utwory chóralne i kameralne oraz balety.
Napisał studium poświęcone operom Leoša Janáčka, opublikowane w 1971 roku.